# Skruvnating
Skruvnating (Ruppia cirrhosa) är en växtart i familjen natingväxter.